# Blue Wing Airlines
Pour les articles homonymes, voir BWA.

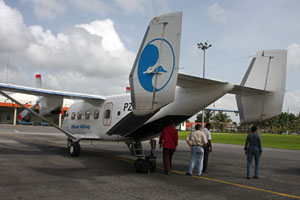
Un Antonov an-28 de Blue Wing Airline à Cheddi Jagan International Airport, Georgetown, Guyana. (2008)

Blue Wing Airlines n.v.  (BWA) est une compagnie aérienne ayant son siège social à Zorg en Hoop, aéroport de Paramaribo au Suriname.
La compagnie figure sur la liste des transporteurs aériens interdits dans l'Union européenne.

## Histoire
La compagnie a commencé ses activités en janvier 2002 et opère sur des vols charters et des services réguliers de Paramaribo à destination de l'intérieur du Suriname, le Guyana, le Brésil, le Venezuela et la région des Caraïbes. Sa base principale est Zorg en Hoop de l'Aéroport. La compagnie est sur la liste des transporteurs aériens interdits dans l'Union européenne pour les violations de sécurité. Elle a été temporairement retirée de la liste, le 28 novembre 2007, après la mise en œuvre d'un plan de mesures correctives ordonnées par l'UE (la Commission de Transport). Toutefois, le 6 juillet 2010, la compagnie aérienne a été banni à nouveau de l'Union européenne et de l'espace aérien français à la suite de trois accidents impliquant des appareils de Blue Wing Airlines : un le 3 avril 2008 avec 19 morts, un autre accident le 15 octobre 2009 avec quatre blessés et un troisième incident le 15 mai 2010 avec 8 décès.
Actuellement[évasif], Blue Wing Airlines effectue des vols de fret ainsi que les vols commerciaux à l'intérieur du Suriname et de la région environnante.

### Les accidents mortels et les préoccupations en matière de sécurité
PZ-TGP & PZ-TGQ (Cessna U206G, Stationairs 6) et PZ-TGW (Antonov 28) est devenu le premier avion de Blue Wing Airlines (nommé d'après l'Aile Bleue, un oiseau local). En janvier 2002, Blue Wing Airlines a commencé ses opérations à partir de Zorg en Hoop, aérodrome de Paramaribo, avec comme directeur général Amichand Jhauw. La compagnie a commencé son activité à l'échelle nationale. Au même moment, un service régulier voisin de Guyana et de la Guyane française ont été offerts. Au cours de 2004 et 2005, quatre Antonov 28 ont été ajoutés à la flotte. Plus tôt, un autre ex-ITA Cessna U206G (PZ-TLV) a été mis en service. En mai 2006, les Antonovs ont été les seuls avions capable d'opérer à partir de l'intérieur des bandes lors de la suite des graves inondations et ont été largement utilisés pour des vols de secours.
Après une série de violations de la sécurité, des accidents d'avions et des insuffisances aux réponses des enquêteurs, Blue Wing Airlines a été mis sur la liste noire de l'Union européenne des compagnies aériennes peu sûres en 2010. Les autorités françaises de l'aviation ont interdit toutes les activités de Blue Wing Airlines sur le territoire français, le 1er juin 2010, après avoir constaté « la preuve de graves non-conformités avec les normes de sécurité établies par la Convention de Chicago » et que « ni la réponse des autorités compétentes du Suriname, ni de Blue Wing Airlines permettait d'identifier la cause principale des accidents et des lacunes observées dans les inspections ». En outre, la Commission Européenne a déclaré : « Le nombre total d'accidents de ce transporteur aérien dans les deux dernières années soulève de sérieuses préoccupations en matière de sécurité alors qu'il a été impossible de tirer les leçons des accidents antérieurs, en l'absence de tout représentant de l'accident dans le rapport d'enquête ».
Les autorités locales n'ont pas terminé leur enquête sur les accidents. La compagnie soutient que les accidents ont été causés par l'insuffisance des infrastructures des pistes intérieures d'atterrissage souvent non certifiées lorsqu’ils ont opéré en l'absence d'Avertissement de Proximité du Sol des Systèmes (GPWS) à bord des appareils de Blue Wing Airlines. Tandis que Blue Wing Airlines n'a jamais effectué de vols en Europe, la compagnie aérienne a pu fonctionner en Guyane française, ce qui explique pourquoi ils ont été soumis aux restrictions des lois des autorités de transport françaises et de celles de l'UE.
Le 3 avril 2008, Blue Wing Airlines a perdu un Antonov an-28 PZ-TSO au cours d'une remise des gaz à la Lawa Antino, piste d'atterrissage à Benzdorp, au Suriname. L'avion s'est écrasé dans la jungle, environ 150 mètres à côté de la piste d'atterrissage et a pris feu. Les 19 occupants ont été tués. Parmi les victimes se trouvait la pilote Soeriani Verkuijl, épouse du Directeur de Blue Wing Airlines, Amichand Jhauw. L'enregistreur de données de vol a été découvert fin octobre 2008 lors d'une reconstruction de l'épave.
Le 15 octobre 2009, un deuxième Antonov An-28 a été perdu. Le PZ-TST s'est cassé en deux morceaux après un atterrissage dur à Kwamelasemoetoe, dans le sud du pays. Les huit occupants ont survécu, avec quatre personnes souffrant de blessures de diverses gravités. Enfin, un troisième Blue Wing Antonov An-28 (PZ-TSV) s'est écrasé le 15 mai 2010, près de Poeketi. Les 6 passagers et les deux membres d'équipage ont péri. Ce nouvel accident a entrainé le blocage à terre des deux autres Antonovs (PZ-TSA, enregistrés PZ-TGW & PZ-TSN) de Blue Wing pour une durée indéfinie.

### Renouvellement de la flotte

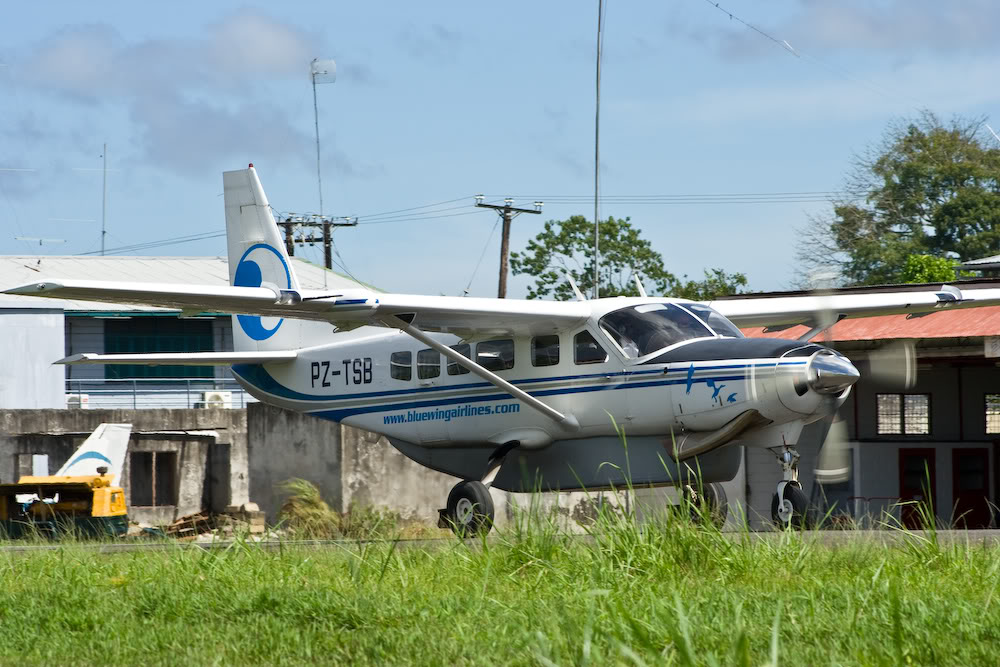
Un Cessna 208 Caravan PZ-BST de Blue Wing Airlines à SMZO

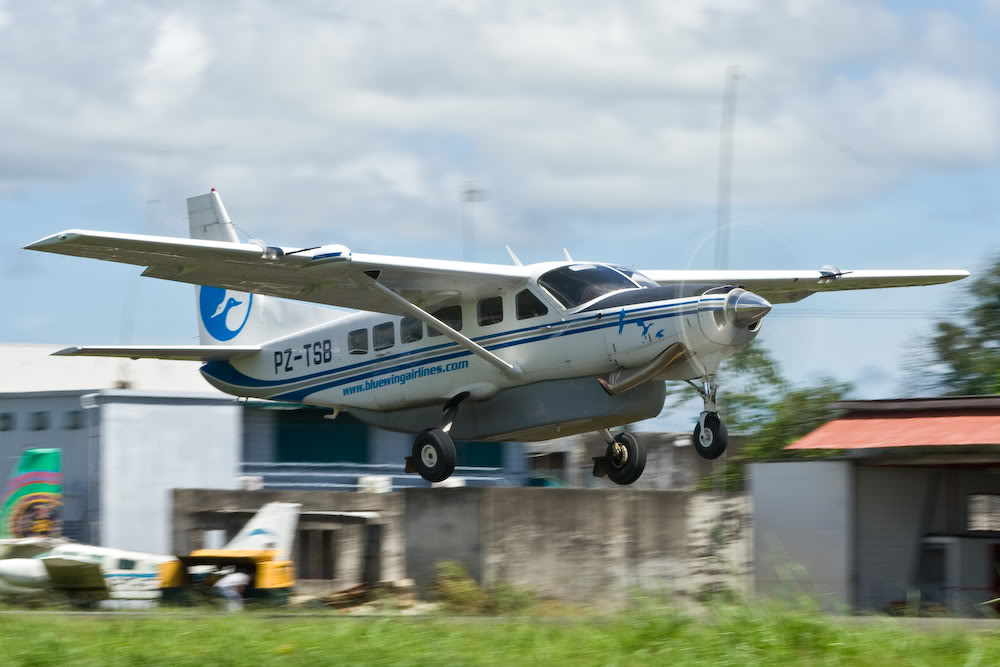
Un Cessna 208 Caravan PZ-BST de Blue Wing Airlines au décollage de SMZO

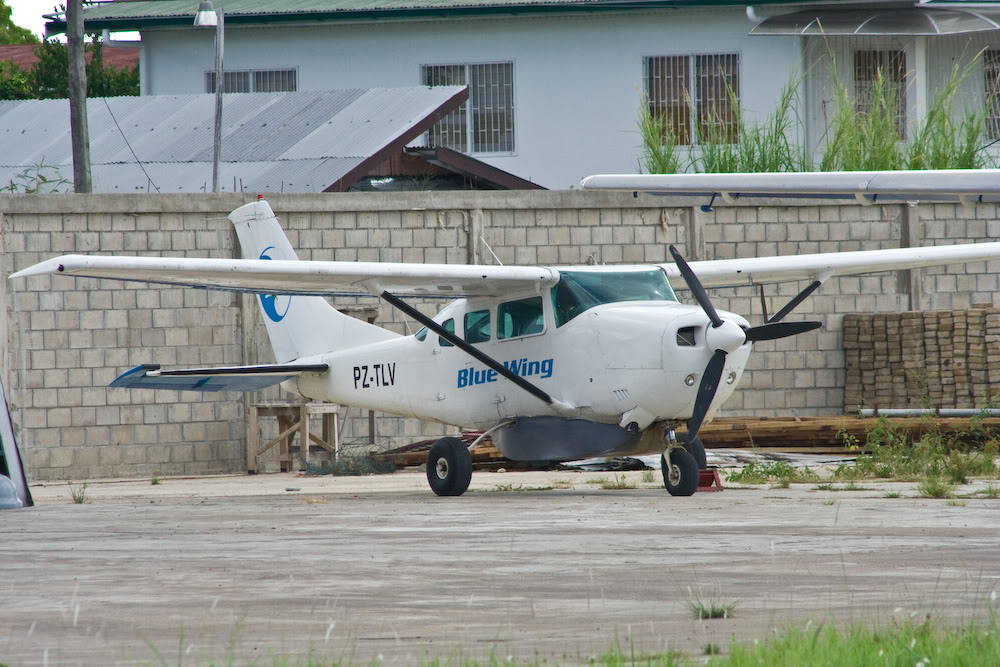
Un Cessna U206G Stationair-6 PZ-TLV de Blue Wing Airlines à SMZO

En 2007, la compagnie a fait l'acquisition d'un Cessna 208 Caravan I (PZ-BST). Fin 2007, le premier DHC-6 Twin Otter (PZ-DNT) a été acheté. Au cours de novembre 2008, un Reims/Cessna F406 Caravan II (PZ-TSF) arrive dans la compagnie aérienne. Cet avion est exploité comme un « transport exécutif ». En outre, quelques semaines plus tard, un deuxième DHC-6 Twin Otter (PZ-TSH) a été achetée en Australie. En 2010, un Cessna 208B Grand Caravan (PZ-TSK) a été ajouté à la flotte. En mars 2015, un autre Cessna 208B Grand Caravan (PZ-TSL) a été le dernier ajout à la Blue Wing Airlines flotte ; soit 6 appareils.
La flotte de Blue Wing Airlines comprend les sept appareils (16 août 2014).
Au 23 mars 2017, selon la compagnie, la flotte se composait ainsi : un Cessna 206, de deux Cessna Grand Caravan transformé en Supervan (dont un immatriculé PZ-TSK), de deux Twin-Otter ; soit 5 appareils.